# 마이크로소프트 퍼블리셔
마이크로소프트 퍼블리셔(Microsoft Publisher)는 마이크로소프트 오피스의 추가 프로그램 중 하나이다. 웹디자인과 전자출판 예제들을 제공한다.
퍼블리셔는 문서 편집과 인쇄를 위한 전문적인 프로그램의 일종으로 작은 문서에서 기업체의 브로셔, 신문사의 신문과 잡지 출판에도 사용된다. 문서 편집에 사용이 쉽도록 이미지와 텍스트를 자유롭게 배치하는 것 이외에도 다양한 양식을 삽입하고 한 화면에서 구현할 수 있다. 특히 마이크로소프트의 오피스 패키지 프로그램과의 호환성이 좋아서 워드나 엑셀, 파워포인트, 프로젝트, 비지오, 원노트 등의 문서를 변형없이 불러오고 활용할 수 있다. 대한민국에서는 개인적인 문서 편집에 사용되며, 기업체에서는 컨텐츠 개발보다는 주로 인쇄를 위한 판배열을 위해 사용한다.

## 버전 정보
- 1991년: 마이크로소프트 퍼블리셔 - 윈도우
- 1993년: 마이크로소프트 퍼블리셔 2.0
- 1995년: 마이크로소프트 퍼블리셔 3.0, - '퍼블리셔 - 윈도우 95' 와 같음
- 1996년: 마이크로소프트 퍼블리셔 97 (윈도우 95 이상)
- 1998년: 마이크로소프트 퍼블리셔 98 (윈도우 95 이상)
- 1999년: 마이크로소프트 퍼블리셔 2000 (윈도우 95 이상)
- 2001년: 마이크로소프트 퍼블리셔 2002 (윈도우 98 이상)
- 2003년: 마이크로소프트 오피스 퍼블리셔 2003 (윈도우 2000 SP3 이상)
- 2007년: 마이크로소프트 오피스 퍼블리셔 2007 (윈도우 XP SP2 이상)
- 2009년: 마이크로소프트 퍼블리셔 2010 (윈도우 XP SP3 이상)
- 2012년: 마이크로소프트 퍼블리셔 2013
- 2015년: 마이크로소프트 퍼블리셔 2016

## 같이 보기
- 마이크로소프트 오피스
- 어도비 인디자인